# Arctostaphylos jepsonii
Arctostaphylos jepsonii är en ljungväxtart som beskrevs av Alice Eastwood. Arctostaphylos jepsonii ingår i släktet mjölonsläktet, och familjen ljungväxter. Inga underarter finns listade i Catalogue of Life.